# Inibitore reversibile
Gli inibitori reversibili si legano agli enzimi con interazioni non covalenti, come il legame idrogeno, l'interazione idrofobica ed il legame ionico. I legami multipli deboli tra l'inibitore ed il sito attivo si combinano per produrre legami forti e specifici. Al contrario dei substrati e degli inibitori irreversibili, gli inibitori reversibili generalmente non danno luogo a reazioni chimiche quando si legano all'enzima e possono essere facilmente rimossi per diluizione o dialisi.

## Tipi
Vi sono tre tipi di inibitori enzimatici reversibili, classificati in base all'effetto causato dalle variazioni in concentrazione del substrato enzimatico sull'inibitore.
- Inibitori competitivi
- Inibitori non competitivi
- Inibitori incompetitivi
- Inibitori da substrato

### Casi particolari
- Il meccanismo dell'inibizione parzialmente competitiva è simile a quello della non-competitiva, eccetto per il fatto che il complesso EIS ha un'attività catalitica più bassa rispetto a quella del complesso ES. Questa inibizione mostra tipicamente una minore Vmax, ma un valore invariato di Km.[2]
- L'inibizione incompetitiva avviene quando l'inibitore si lega solo al complesso enzima-substrato, non all'enzima libero; il complesso EIS è cataliticamente inattivo. Tale modalità di inibizione è rara e causa una diminuzione tanto della Vmax quanto della Km.[2]
- L'inibizione del substrato o del prodotto si ha quando il substrato o il prodotto di una reazione catalizzata da un enzima inibisce l'attività enzimatica. Tale inibizione può seguire gli schemi di quella competitiva, non competitiva o mista. Nell'inibizione del substrato vi è una progressiva diminuzione di attività per elevate concentrazioni di substrato. Ciò può indicare l'esistenza di due siti di legame nell'enzima. A bassa concentrazione di substrato, è occupato il sito ad alta affinità e la normale cinetica enzimatica è rispettata. Tuttavia, a concentrazioni maggiori, viene occupato anche il secondo sito (inibitorio).[3] L'inibizione del prodotto è spesso una caratteristica regolatoria del metabolismo e può essere una forma di feedback negativo.
- L'inibizione slow-tight avviene quando il complesso EI iniziale va incontro (tramite isomerizzazione) ad un complesso più stretto EI* (il processo di inibizione complessivo è reversibile). Questo evento si manifesta tanto lentamente quanto aumenta l'inibizione enzimatica. In tali condizioni, la tradizionale cinetica di Michaelis–Menten dà un valore errato di Ki, che dipende dal tempo. Il valore reale di Ki si può ottenere attraverso un'analisi più complessa sul rapporto delle costanti on (kon) e off (koff) dell'associazione inibitoria.

### Descrizione quantitativa
L'inibizione reversibile può essere descritta quantitativamente nei termini del legame dell'inibitore all'enzima ed al complesso enzima-substrato, e dei suoi effetti sulle costanti cinetiche dell'enzima. Nel classico schema di Michaelis–Menten, un enzima (E) si lega al suo substrato (S) per formare il complesso enzima-substrato ES. Durante la catalisi, questo complesso si rompe per rilasciare il prodotto P  e l'enzima libero. L'inibitore (I) si può legare a E o a ES con costanti di dissociazione Ki o Ki', rispettivamente.
- Gli inibitori competitivi si possono legare a E, ma non a ES. L'inibizione competitiva aumenta Km (l'inibitore interferisce con il legame del substrato), ma non influisce su Vmax (l'inibitore non ostacola la catalisi in ES perché non si può legare a ES).
- Gli inibitori non-competitivi hanno eguale affinità per E ed ES (Ki = Ki'). L'inibizione non-competitiva non modifica Km (non influisce sul legame col substrato) ma diminuisce Vmax (il legame dell'inibitore ostacola la catalisi).
- Gli inibitori misti si legano sia a E che a ES, ma le loro affinità per queste due forme dell'enzima sono diverse (Ki ≠ Ki'). Pertanto, gli inibitori misti interferiscono con il legame del substrato (aumentano Km) ed ostacolano la catalisi nel complesso ES (diminuiscono Vmax).

Se un enzima ha vari substrati, gli inibitori possono mostrare tipi differenti di inibizione a seconda del substrato in questione. Ciò risulta dal sito attivo contenente due diversi siti di legame, uno per ciascun substrato. Per esempio, un inibitore può competere con il substrato A per il primo sito di legame, ma essere un inibitore non competitivo rispetto al substrato B nel secondo sito di legame.

#### Misurazione delle costanti di dissociazione

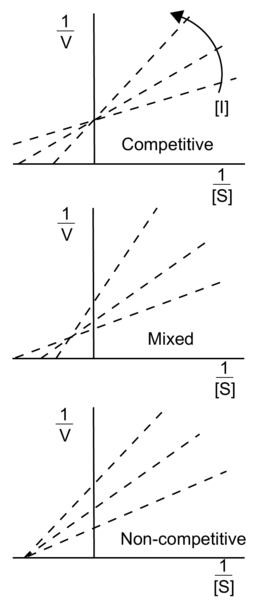
diagrammi di Lineweaver–Burk dei differenti tipi di inibitori enzimatici reversibili. La freccia mostra l'effetto della crescente concentrazione dell'inibitore.

Come già discusso, un inibitore enzimatico è caratterizzato dalle due costanti di dissociazione: Ki (relativa a E) e Ki' (relativa al complesso ES).
La costante Ki può essere misurata direttamente con vari metodi; un metodo estremamente accurato è la calorimetria isotermica di titolazione, in cui viene misurata la concentrazione dell'inibitore in una soluzione con enzimi ed il calore rilasciato o assorbito.
La costante Ki', invece, è difficile da misurare direttamente, dal momento che il complesso enzima-substrato ha vita breve ed è suscettibile alla reazione chimica che forma il prodotto. Pertanto, la Ki' è talvolta misurata indirettamente, osservando l'attività enzimatica su vari substrati e le concentrazioni dell'inibitore, e interpolando i dati in una equazione di Michaelis–Menten modificata:
{\displaystyle V={\frac {V_{max}[S]}{\alpha K_{m}+\alpha ^{\prime }[S]}}={\frac {(1/\alpha ^{\prime })V_{max}[S]}{(\alpha /\alpha ^{\prime })K_{m}+[S]}}}
ove i fattori modificanti α e α' sono definiti dalla concentrazione dell'inibitore e dalle due costanti di dissociazione
{\displaystyle \alpha =1+{\frac {[I]}{K_{i}}}}
{\displaystyle \alpha ^{\prime }=1+{\frac {[I]}{K_{i}^{\prime }}}}
Così, in presenza dell'inibitore, l'effettiva Km e Vmax dell'enzima divengono rispettivamente (α/α')Km e (1/α')Vmax. In ogni caso, l'equazione di Michaelis-Menten modificata assume che il legame dell'inibitore con l'enzima abbia raggiunto l'equilibrio, il che può essere un processo molto lento per gli inibitori con costanti di dissociazione molto basse (sub-nanomolari). In questi casi, è più pratico trattare l'inibitore come un inibitore irreversibile (come descritto in seguito); tuttavia, può essere ancora possibile stimare cineticamente Ki' se Ki è misurabile indipendentemente.
Gli effetti dei diversi tipi di inibitori enzimatici reversibili sull'attività enzimatica possono essere visualizzati con rappresentazioni grafiche dell'equazione di Michaelis–Menten, come il Lineweaver–Burk ed il diagramma di Eadie-Hofstee. Per esempio, nel diagramma Lineweaver-Burk le linee dell'inibizione competitiva si intersecano sull'asse y, mostrando che tali inibitori non influenzano Vmax. Similmente, le linee dell'inibizione non-competitiva si intersecano sull'asse x, in quanto tali inibitori non influenzano Km. Tuttavia, può essere difficile stimare Ki e Ki' accuratamente da tali grafici, motivo per cui si è soliti stimare queste costanti facendo uso della più affidabile regressione non lineare descritta in precedenza.

### Esempi

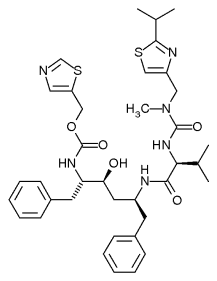
La struttura del ritonavir, un esempio di inibitore delle proteasi, è quella di un tetrapeptide. Il farmaco somiglia alla regione proteica che costituisce il substrato della proteasi dell'HIV. Tale molecola, dunque, compete con questo substrato per il sito attivo dell'enzima

Dal momento che gli enzimi hanno lo scopo di legarsi saldamente ai loro substrati, e la maggior parte degli inibitori reversibili si legano al sito attivo dell'enzima, non sorprende come taluni di questi inibitori siano molto simili per struttura al substrato dell'enzima bersaglio. Un esempio di questa mimetica è costituito dagli inibitori delle proteasi, come il ritonavir, una classe di farmaci antiretrovirali usati ad esempio per curare le infezioni da HIV. 
Gli inibitori sono spesso in grado di imitare lo stato di transizione, l'intermedio di una reazione catalizzata dall'enzima. Questo assicura che l'inibitore sfrutti l'effetto stabilizzante dello stato di transizione dell'enzima, dando luogo ad una migliore affinità di legame (Ki inferiore alla Km) rispetto al substrato. Un esempio di tale inibitore dello stato di transizione è l'antivirale oseltamivir, che imita la natura planare dell'anello dello ione ossonio nella reazione dell'enzima virale neuraminidasi.

Un esempio di inibitore non peptidico della proteasi è costituito dal tipranavir

Tuttavia, non tutti gli inibitori reversibili mimano le strutture dei substrati. La struttura di un altro inibitore della proteasi dell'HIV come il tipranavir, ad esempio, non è di tipo peptidico e non ha evidenti similitudini strutturali con il substrato. Questi inibitori non-peptidici possono essere più stabili di quelli contenenti legami peptidici, in quanto non costituiscono substrato per le peptidasi e sono più difficilmente degradati nella cellula.
Nell'ideazione dei farmaci occorre anche una valutazione attenta delle concentrazioni necessarie per indurre una competizione efficace. Ad esempio, è possibile inibire le protein chinasi attraverso molecole con struttura chimica simile all'ATP (uno dei substrati di tali enzimi), ma tali farmaci dovranno competere con le alte concentrazioni di ATP della cellula. In alcuni casi, dunque, si preferisce mettere a punto inibitori delle protein chinasi che competono per il loro sito di legame con i relativi substrati proteici, presenti nelle cellule a concentrazioni molto inferiori alla concentrazione standard di ATP. Basterà dunque una concentrazione molto minore di questo secondo tipo di inibitore per ottenere un risultato simile a quello indotto dal primo tipo di farmaco.